# Torah Umesorah
Torah Umesorah - National Society for Hebrew Day Schools (en hebreu: תורה ומסורה) és una organització educativa ortodoxa jueva, ubicada als Estats Units, que promou una educació religiosa, basada en la Torà. Torah Umsorah es troba als Estats Units d'Amèrica, i manté una xarxa privada d'escoles jueves afiliades.

## Història
A principis del segle xxi, la xarxa tenia amb 760 escoles de dia, on estudiaven 250.000 alumnes. Torah Umesorah ha establert ieixivot i col·legis, a cada ciutat amb una població jueva significativa. El Rabí Joshua Fishman ha servit des de 1980, com a vicepresident executiu, fins a la seva jubilació en juny de 2007. El director nacional actual, és el Rabí David Nochowitz.
Torah Umesorah, és una associació nacional d'escoles jueves dels EUA. Va començar el 1944 durant la Segona Guerra Mundial, en una època quan els Estats Units d'Amèrica estaven en guerra amb les Potències de l'Eix, mentre els jueus d'Europa estaven sent assassinats a l'Holocaust comès pels nacional-socialistes. El Rabí Shraga Feivel Mendlowitz i altres rabins van fundar l'associació Torah Umesorah per desenvolupar una xarxa d'escoles jueves a Amèrica del Nord.

### Fundació de Torah Umesorah
El Rabí Mendlowitz va néixer a Hongria, i va servir com a cap de la Ieixivà Torah Vodaas a Brooklyn, Nova York. Mendlowitz va seleccionar a Joseph Kaminetsky el 1945 per ser el primer director a temps complet, a Kaminetsky se li va donar el mandat de complir amb la visió dels rabins fundadors. Va servir fins a 1980, supervisant l'establiment de les escoles ortodoxes de dia, i centenars d'institucions per tot el país. És considerat com un dels líders més influents de Torah Umesorah. Kaminetsky va obtenir un doctorat en el Col·legi de Mestres de Columbia.
El 1944 hi havia poques escoles de dia jueves als EUA, i menys encara autèntiques ieixives o escoles Bais Yaakov per a nenes. El sistema d'escoles Talmud Torà estava fallant en transmetre els valors del judaisme ortodox, ja que els alumnes arribaven cansats a la tarda, i estaven constantment sotmesos a la influència de l'assimilació cultural, dins de la cultura americana. A finals del segle xx, Torah Umesorah havia desenvolupat més de 600 ieixivot i escoles de dia als Estats Units i al Canadà, matriculant a més de 170.000 alumnes jueus. El lema de l'organització és: "Torà i Tradició".
Els fundadors de Torah Umesorah volien establir un model educatiu diferent. En aquella època, les famílies jueves normalment manaven als seus fills a les escoles públiques seculars durant el dia. A les tardes, o els diumenges, manaven als nens al Héder, o al Talmud Torà, aquestes eren les escoles a on s'ensenyava la religió jueva tradicional, tal com es feia a Europa. Els pares temien que a Amèrica del Nord, es perdés per sempre la transmissió del judaisme. Els estudiants rebien els seus ensenyaments religiosos a la tarda quan ja estaven cansats. Els estudiants estaven subjectes a les forces del secularisme a les seves comunitats, a la llar, a l'escola pública, al carrer, a la societat, i a la cultura americana. Hi havia solament quatre o cinc escoles jueves de dia, fora de la Ciutat de Nova York.
Els rabins volien que el seu sistema escolar tingués un pla d'estudis dual: les escoles jueves de dia oferirien una educació jueva religiosa basada en la Torà, durant la meitat del dia, i una educació secular sobre diverses assignatures, tot això s'impartiria al mateix edifici. Tenien previst que cada nova escola estaria dirigida per un rabí ordenat que serviria com a director del centre. El director al seu torn contractava a un Executiu en director executiu, normalment una persona lleial i coneixedora de les tradicions del judaisme. El director executiu contractava, ajudava, supervisava, i guiava, als mestres que ensenyaven les assignatures seculars que s'impartien a les escoles públiques.

### Holocaust jueu
Els jueus americans estaven impactats quan van descobrir l'escala i la mortandad de l'Holocaust jueu, que va tenir lloc durant la Segona Guerra Mundial, sis milions de jueus havien estat assassinats pels nazis, i les comunitats jueves d'Europa, havien estat delmades i els centres d'aprenentatge de la Torà havien estat destruïts. Molts jueus americans havien perdut als seus familiars a Europa.
A més, més de mig milió de jueus dels EUA, havien servit en les Forces Armades dels Estats Units, alguns van participar en l'alliberament dels camps de concentració, o havien treballat amb els milions de ciutadans europeus desplaçats, situats en camps de refugiats després de la guerra, incloent a alguns jueus que tractaven de descobrir si alguns dels seus familiars havien sobreviscut.
Molts jueus americans simpatitzaven amb les trucades dels rabins per assegurar una educació jueva per als seus fills, almenys fins a arribar a l'edat de celebrar el Bar Mitsvà (12-13 anys). A més, la major part dels jueus dels EUA se sentien orgullosos quan va ser fundat l'Estat d'Israel, degut en part a la dura lluita dels sionistes europeus que havien emigrat al país formava part del Mandat Britànic de Palestina.
Els Estats Units van ser la primera nació a reconèixer de manera oficial al nou estat jueu. Amb un renovat compromís amb el judaisme, els jueus americans volien estar segurs que els seus fills aprendrien l'idioma hebreu, connectarien amb el nucli del judaisme i els estudis religiosos, i tindrien l'oportunitat d'aprendre diverses assignatures seculars.
Les noves escoles jueves, es creia que eren un mitjà per aconseguir els nous objectius de l'aprenentatge jueu, tot això sota la influència de la religió. Els pares creien que si els seus fills estudiaven al Héder i al Talmud Torà, no seria suficient per adquirir un compromís amb el judaisme, i esdevenir uns adults religiosos i practicants. Després de l'establiment de Torah Umesorah, les seves escoles afiliades atreien a molts estudiants, els pares d'aquests alumnes es van animar a matricular als seus fills en instituts jueus, per mantenir el compromís dels estudiants amb el judaisme. Transferir als alumnes jueus des dels instituts públics durant l'adolescència, es considerava un risc, ja que estaven subjectes a moltes influències del Món exterior.

### Institucions hassídiques
A l'àrea metropolitana de Nova York i Nova Jersey, particularment en diverses àrees de Brooklyn, diverses sectes hassídiques com Bobov, Satmar, Vizhnitz i altres grups, atreien a molts seguidors. L'educació en les ieixivot hassídiques és més fonamentalista que a les escoles promogudes per Torah Umesorah. Una d'aquestes organitzacions més notables és Merkos L'Inyonei Chinuch, fundada el 1942 pel Rabí Yosef Yitzchak Schneerson, el Rebe de la dinastia jasídica Habad Lubavitx.
Els supervivents de l'Holocaust que van emigrar als Estats Units durant els anys posteriors a la Segona Guerra Mundial, solien recolzar l'educació a les escoles jueves ortodoxes de dia. Ells volien que els seus fills fossin jueus i poguessin practicar la seva religió de manera que aquesta pogués continuar. Per exemple, la Ieixivà Mir de Brooklyn, no tenia la menor intenció d'emular els objectius educatius de la societat jueva secular.
Ells manaven als seus fills en edat de rebre educació secundària, a les ieixives (els nois), i les escoles Bais Yaakov (les noies), la major part del pla d'estudis estava dedicada íntegrament a l'estudi del Talmud de Babilònia, i a l'aprenentatge de la literatura rabínica (els nois), i a l'estudi del Tanakh i les lleis i costums jueves (les noies). Tot això era combinat amb una fervent adoració jueva. Aquestes noves institucions prosperaven, i seguien les línies marcades pels directors de les ieixivot, i pels rabins hassídics.

### Segles XX i XXI
El Sr. Kaminetsky va servir des de 1945, fins a 1980 com a executiu en cap de Torah Umesorah. En 1945, havien poques escoles jueves de dia fora de la Ciutat de Nova York. El 1946, la Ciutat de Nova York tenia al voltant de 7.000 alumnes repartits en 27 ieixivot de diverses grandàries, hi havia únicament una ieixivà a cadascuna de les següents ciutats: Baltimore, Chicago i Nova Jersey.
Al moment de la seva defunció, el 1999, Kaminetsky havia fundat centenars d'escoles jueves de dia, per tot el país, a les quals estaven matriculats més de 160.000 nens. El Rabí Joshua Fishman va succeir a Kaminetsky, i va servir com a vicepresident executiu fins a la seva jubilació, que va tenir lloc en juny de 2007. Fishman era un fidel deixeble del Rabí Yitzchok Hutner (1906-1980), el qual era un dels líders de l'organització rabínica Agudath Israel d'Amèrica. L'actual director nacional, és el Rabí David Nochowitz. El rabí va tornar als Estats Units per acceptar el càrrec, després d'haver servit com a director d'una ieixivà a Melbourne, Austràlia, durant 25 anys. En 2008 Torah Umesorah tenia un pressupost anual de 39$ milions de dòlars estatunidencs, durant aquest any es van publicar els comptes de l'organització.
Cap a finals del segle xx, els dirigents de Torah Umesorah van trobar que els professors i els mestres de les escoles haredim i hassídiques ultraortodoxes, consultaven amb el seu personal per millorar les seves classes, aprendre habilitats educatives modernes, i posar en pràctica diverses tècniques que ells no havien apres durant el seu període de formació a les ieixives. Els educadors de Torah Umesorah, van començar a impartir classes regulars, per millorar la formació dels futurs mestres i directors de les ieixivot.
Torah Umesorah ha treballat per trobar fonts de finançament, per establir nous col·legis i escoles de graduació talmúdica, a qualsevol comunitat jueva que desitja engegar la infraestructura, i assumir els costos econòmics necessaris per portar endavant aquest projecte. Alguns joves rabins i les seves esposes (rebetzin), han acceptat el treball d'educadors a les escoles jueves locals. Sovint serveixen a les sinagogues ortodoxes locals, com rabins que prediquen des del púlpit. En alguns casos, ells mateixos han fundat noves escoles jueves de dia, i noves sinagogues.